# 小行星9034
小行星9034（英語：9034 Oleyuria）是一颗围绕太阳公转的小行星。1990年8月26日，柳德米拉·瓦斯列娜·朱然勒娃在纳昂切尼奇发现了此天体。
这颗小行星的绝对星等为130.83006等。